# Ausbruchslast

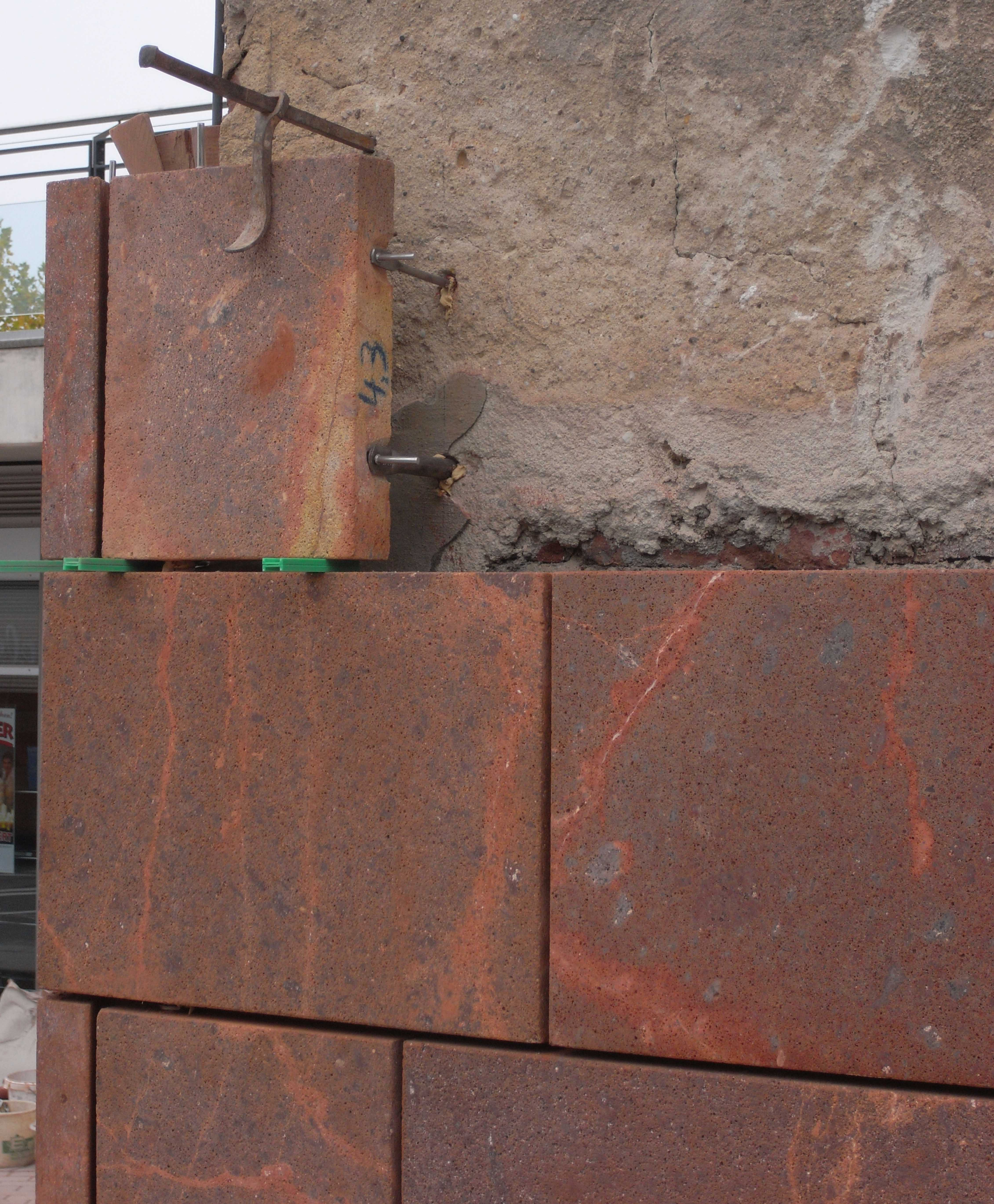
Verankerung von Natursteinplatten mittels Edelstahlanker und Ankerdorne, mittig in den Plattenkanten

Die Ausbruchslast am Ankerdorn für Fassadenplatten aus Naturstein wird durch eine mechanische Prüfmethode mittels geeigneter Prüfkörper ermittelt. Die Prüfmethode gilt für die Ausführung von hinterlüfteten Fassaden, entscheidet über die Einbaumöglichkeiten und die entsprechende Naturstein-Fassadenverankerung.

## Verankerungsmöglichkeiten
Die Verankerung von Natursteinplatten kann mit Dübeln oder Ankern erfolgen. Ein Anker besteht aus einem Ankersteg und einem Ankerdorn. Vier Anker halten üblicherweise eine Fassadenplatte. Der Ankersteg ist die Verbindung zur Baukonstruktion. Die Ankerdorne fassen in einem Randabstand von einem Fünftel der Plattenkanten-Länge in die Platte ein. Die Bohrlöcher für die Ankerdorne werden in die Mitte der Plattenkante gebohrt und die Ankerdorne mit Schnellzement oder in Gleithülsen eingebracht. Verankert werden meist 3, 4 und 5 Zentimeter dicke Platten.
Um die thermische Dehnung der Natursteinplatte auszugleichen, fassen zwei Ankerdorne auf einer Plattenseite in Gleithülsen aus einem Kunststoff, die in die Bohrlöcher gesteckt werden. Die Gleithülsen sollen die thermische Drehung der Platte ausgleichen.
Beim Einsatz von Dübeln wird zwischen Hinterschnitt- oder Schraubdübeln unterschieden. Es gibt auch Anker die angeschweißt werden und Verankerungssysteme, bei denen die Platten auf Metallschienen befestigt werden. Die Verankerung mit Ankerdornen und Zement ist derzeit die üblich angewendete Methode, da sie die preisgünstigste darstellt und kein Schienensystem erfordert.

## Gesteinsprüfung
Für hinterlüftete Fassaden aus Naturwerkstein ist entsprechend DIN-Norm DIN 18516-3 Außenwandbekleidung hinterlüftet; Teil 3: Naturwerkstein, Anforderungen, Bemessung ein statischer Nachweis für die Ausbruchslast am Ankerdornloch zu führen. Da Natursteine sind im Gegensatz zu vielen anderen Baustoffen häufig sehr inhomogen und anisotrop sind, können die technischen Werte schwanken. Die Ausbruchslast als Parameter hat Bedeutung für die Verwendung des jeweiligen Natursteins und die zu wählende Dicke der Natursteinplatte.
Zur Ermittlung der Ausbruchslast nach der EN 13364 werden 25 Millimeter lange Metallstifte (Ankerdorne) mittig in einen Gesteinsprüfkörpers eingesetzt und bis zum Ausbruch belastet. Die Kraft, die beim Ausbruch entsteht, stellt den jeweiligen Festigkeitswert dar und wird in Newton (N) angegeben.

## Prüfanstalten
In Deutschland können diese Materialprüfungen nur von zugelassenen Materialprüfanstalten durchgeführt werden und sind durch den jeweiligen Auftraggeber zu bezahlen.